# Groß Gerungs
Groß Gerungs è un comune austriaco di 4 514 abitanti nel distretto di Zwettl, in Bassa Austria; ha lo status di città (Stadtgemeinde). Nel 1972 ha inglobato la località di Kottingnondorf, già comune catastale del comune soppresso di Kirchbach.